# مجلس البحوث الطبية في باكستان
مجلس البحوث الطبية في باكستان
(بالإنجليزية: Pakistan Medical Research Council (PMRC))‏ هو الذي تموله الحكومة في باكستان وكالة الأبحاث التابعة لوزارة الصحة. تم إنشاؤه في عام 1962 ميلادية ليكون بديلا لصندوق البحوث الطبية، الذي كان قد أنشئ في الخمسينات.

## وصلات خارجية
- مجلس البحوث الطبية في باكستان

‌